# Brygada Spadochronowa
Brygada Spadochronowa również jako 35 Brygada (hebr. ‏חטיבת הצנחנים‎, Chatiwat ha-Canchanim); nazywana też „Latającymi Wężami”) – związek taktyczny wojsk aeromobilnych Sił Obronnych Izraela. Jest dowodzona przez Dowództwo Centralne.

## Historia

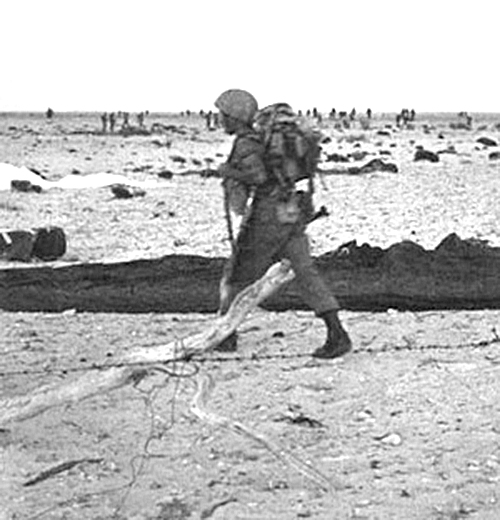
Izraelscy spadochroniarze po lądowaniu na przełęczy Mitla na Synaju

Tworzenie brygady spadochronowej rozpoczęło się w 1955 od powstania jednostek powietrznodesantowych izraelskich sił specjalnych. Połączono wówczas Jednostkę 101 z 890 batalionem komandosów, tworząc w ten sposób jednostkę spadochroniarzy. Jej pierwszym dowódcą został Ariel Szaron, który współtworzył taktykę działań powietrznodesantowych. Była ona mocno zbliżona do taktyki działań komandosów sił specjalnych. Spadochroniarze byli uzbrojeni w lekkie i małe pistolety maszynowe Uzi. Taktykę doskonalono podczas działań odwetowych prowadzonych na terytorium Jordanii i Egiptu.

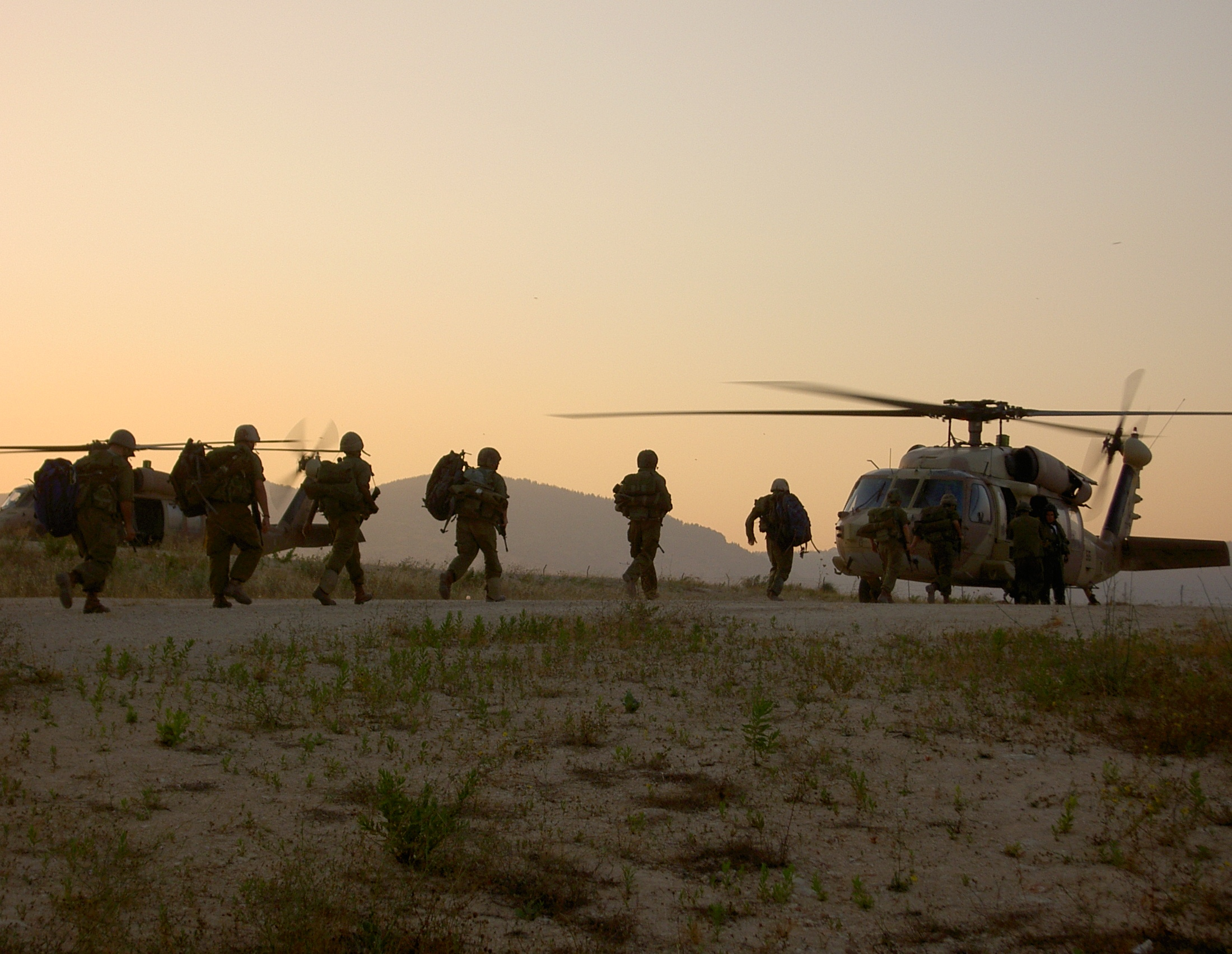
Izraelscy spadochroniarze ładują się do helikoptera Black Hawk

Podczas kryzysu sueskiego w 1956 spadochroniarze lądowali na tyłach wojsk egipskich na przełęczy Mitla na półwyspie Synaj, zmuszając Egipcjan do odwrotu. W kolejnej śmiałej operacji zajęli lotnisko w rejonie Szarm el-Szejk. W wojnie sześciodniowej w 1967 spadochroniarze uczestniczyli w zajęciu Strefy Gazy, a następnie wspierali działania w północnej części półwyspu Synaj. Odegrali także ważną rolę w zajęciu Wschodniej Jerozolimy, przejmując kontrolę nad Wzgórzem Świątynnym i Zachodnim Murem.
Podczas wojny Jom Kipur w 1973 spadochroniarze przeprowadzili śmiałą operację we wschodniej części Syrii, zakłócając dostawy uzbrojenia z Iraku. W 1976 komandosi uczestniczyli w operacji „Entebbe”, podczas której odbito zakładników przetrzymywanych w porcie lotniczym Entebbe w Ugandzie.
W wojnie libańskiej w 1982 spadochroniarze jako pierwsi wkroczyli w głąb terytorium Libanu, torując drogę nacierającym jednostkom sił lądowych. W następnych latach uczestniczyli we wszystkich operacjach prowadzonych przeciwko Hezbollahowi. W II wojnie libańskiej w 2006 uczestniczyła ona w walkach o wioski Bint Dżubajl i Maroun al-Ras, zadając ciężkie straty Hezbollahowi.

## Struktura
35 Brygada Spadochronowa należy do 98 Dywizji Spadochronowej i podlega Centralnemu Dowództwo Sił Obronnych Izraela. Każdy z batalionów brygady ma nazwę jednego z jadowitych wężów.
| Oddziały taktyczne: - 101 batalion spadochroniarzy (Peten – kobry) - 202 batalion spadochroniarzy (Tzefa – żmije) - 890 batalion spadochroniarzy (E’fa – echis) | Oddziały wsparcia: - 5135 batalion sił specjalnych (Serpent – węże) - kompania przeciwpancerna (Naja – kobra egipska) - kompaniainżynieryjna (Coluber – colubrinae) - 5173 kompania rozpoznawcza (Taipan – tajpan) - kompania łączności (Eryx – eryx) |

## Uzbrojenie
Żołnierze Brygady Spadochronowej są uzbrojeni w karabiny automatyczne z rodziny karabinów M16 i karabiny szturmowe M4. Posiadają one możliwość podczepienia różnorodnych akcesoriów, takich jak np. celownik optyczny, celownik noktowizyjny, latarka taktyczna lub granatnik podwieszany M203. Dodatkowo żołnierze są uzbrojeni w różnorodne granaty ręczne (odłamkowe, dymne, ogłuszające i inne).
Uzbrojeniem strzelców wyborowych są: karabin M24 SWS  i karabin Barrett M82.
Podstawowymi karabinami maszynowymi są: Negev i FN MAG. Z ciężkiego uzbrojenia używane są: ciężkie karabiny maszynowe Browning M2 i granatniki Mk 19.
Do walki z pojazdami opancerzonymi żołnierze są uzbrojeni w granatniki przeciwpancerne RPG-7 M72 LAW.
Brygada wykorzystuje transportery opancerzone M113, uniwersalne pojazdy terenowe Humvee oraz quady.